# 陳壽 (成化進士)
陈寿（?—?），字本仁，祖籍新淦，改籍寧遠衛，明朝政治人物、進士出身。

## 生平
其祖父陳誌弘因代兄戍遼東，後改籍。陳壽早年十分貧寒，路見遺金，守至深夜等還原主。之後跟從鄉人賀欽學習，登成化八年進士，授戶科給事中。巡視宣府、大同邊防，彈劾鎮守中官、萬貴妃兄弟及中官梁芳、僧繼曉等人，遂下詔獄。之後釋放，升至都給事中。弘治元年，王恕任吏部尚書，舉薦其為大理寺丞。劉吉因排擠王恕，稱監察御史不擅長刑名，調其為南京光祿寺少卿，不久改鴻臚卿。弘治十三年，以右僉都御史巡撫延綏等地，并抵抗火篩進犯。弘治十六年，以右副都御史掌管南京都察院。正德初年，劉瑾矯詔逮南京科道戴銑、薄彥徽等，陳壽抗章論救，被彈劾致仕、并罰米支邊。之後楊一清舉薦擔任陝西巡撫，整治當地吏治，得罪太監廖堂，后改為南京兵部侍郎。一年後，乞駭骨，就進南京刑部尚書，致仕。